# Bình Thủy (quận)
Bình Thủy là một quận nội thành cũ thuộc thành phố Cần Thơ, Việt Nam.

## Địa lý
Quận Bình Thủy nằm ở khu vực trung tâm của thành phố Cần Thơ, có vị trí địa lý:
- Phía đông và phía bắc giáp huyện Bình Tân, tỉnh Vĩnh Long
- Phía tây giáp quận Ô Môn
- Phía nam giáp quận Ninh Kiều và huyện Phong Điền.

Quận Bình Thủy có diện tích 70,87 km², dân số năm
2024 là 131.223 người, mật độ dân số đạt 1.851 người/km²

## Hành chính
Quận Bình Thủy có 8 đơn vị hành chính cấp xã trực thuộc, bao gồm 8 phường: An Thới, Bình Thủy, Bùi Hữu Nghĩa, Long Hòa, Long Tuyền, Thới An Đông, Trà An, Trà Nóc.
| P. Trà Nóc P. Trà An P. Bình Thủy P. Bùi Hữu Nghĩa P. An Thới P. Thới An Đông P. Long Hòa P. Long Tuyền Tỉnh Vĩnh Long Quận Ninh Kiều Quận Cái Răng Huyện Phong Điền Quận Ô Môn Bản đồ hành chính quận Bình Thủy, thành phố Cần Thơ |

## Hình ảnh

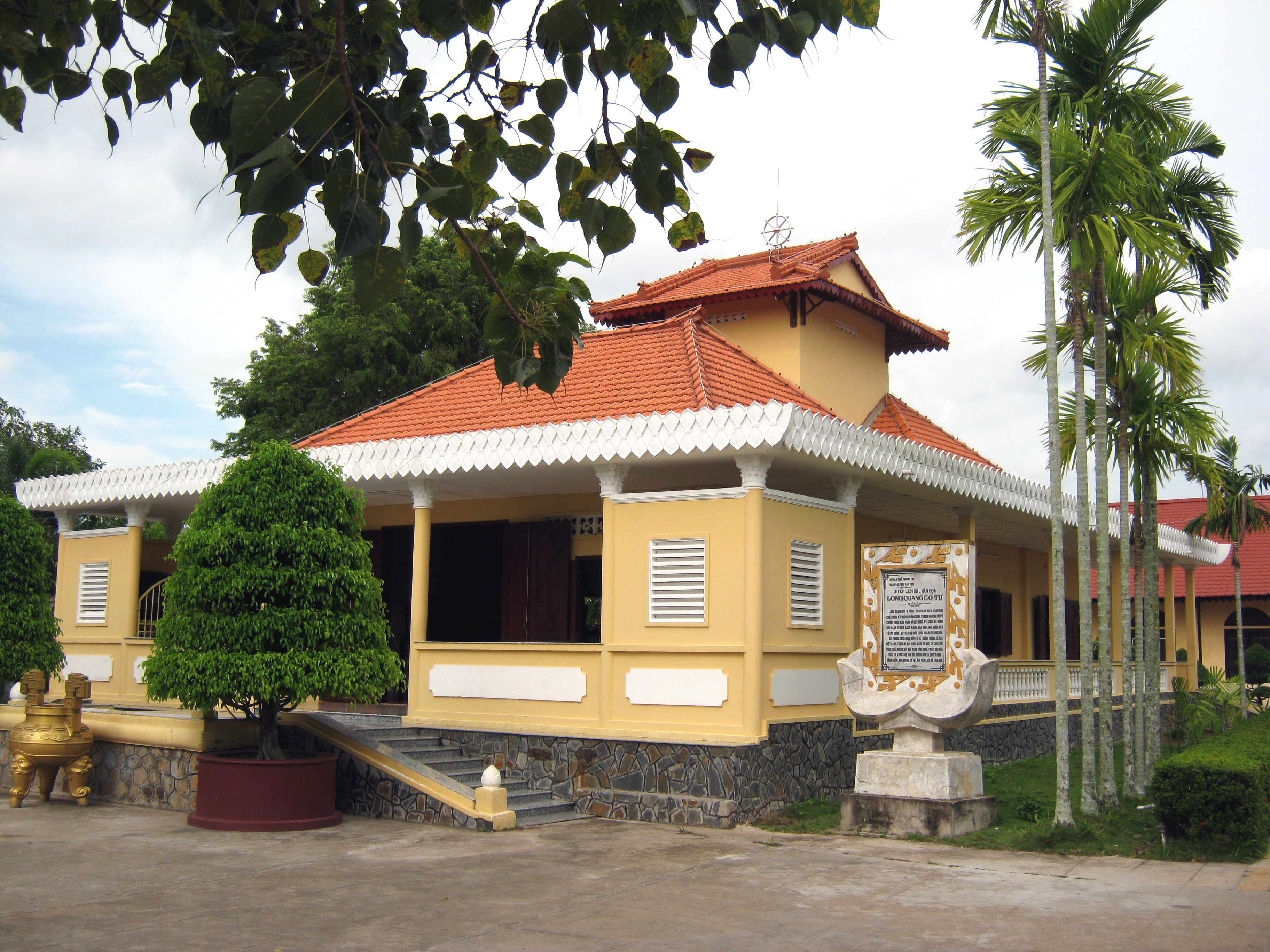
Chính điện chùa Long Quang
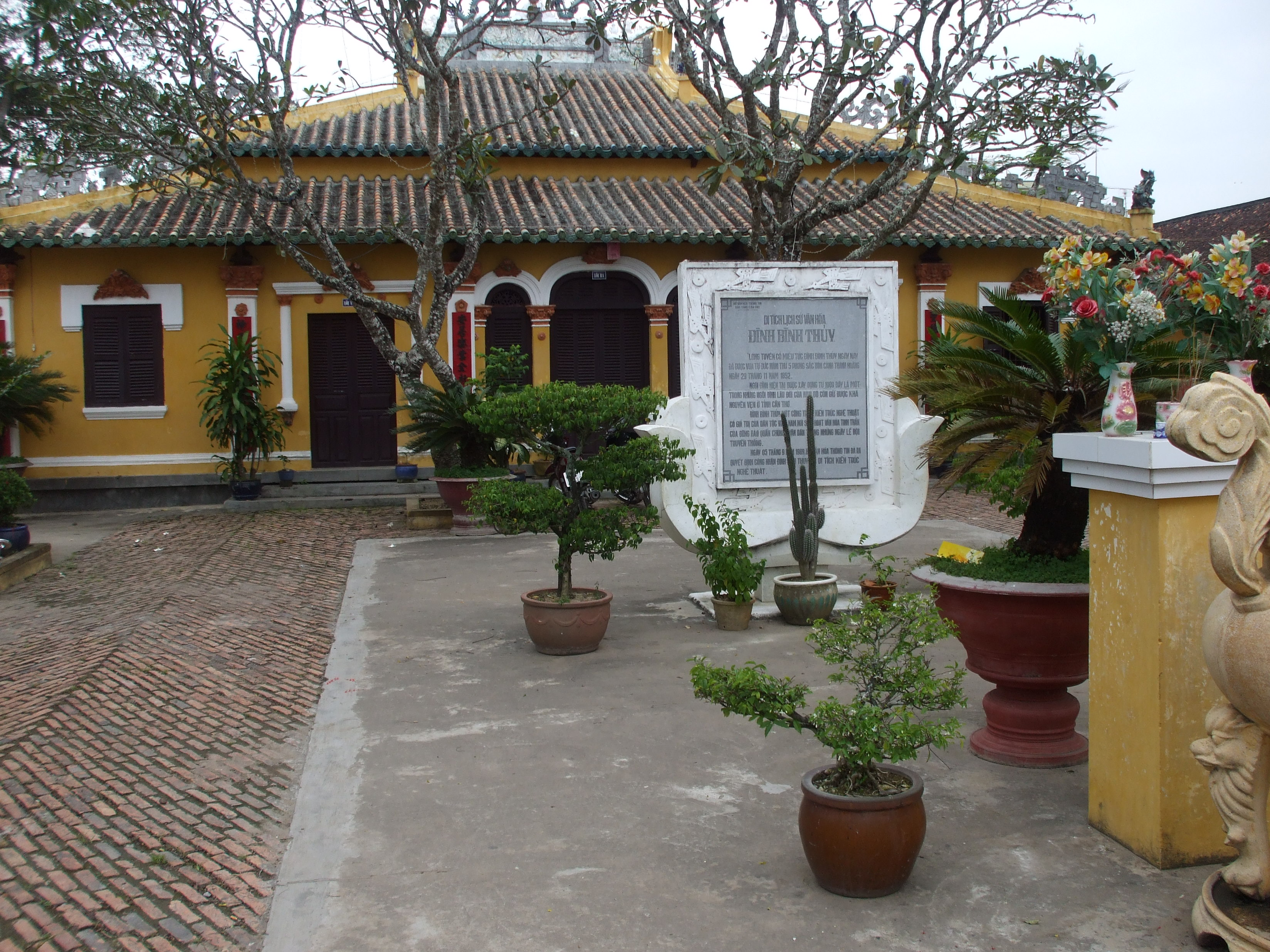
Đình Bình Thủy
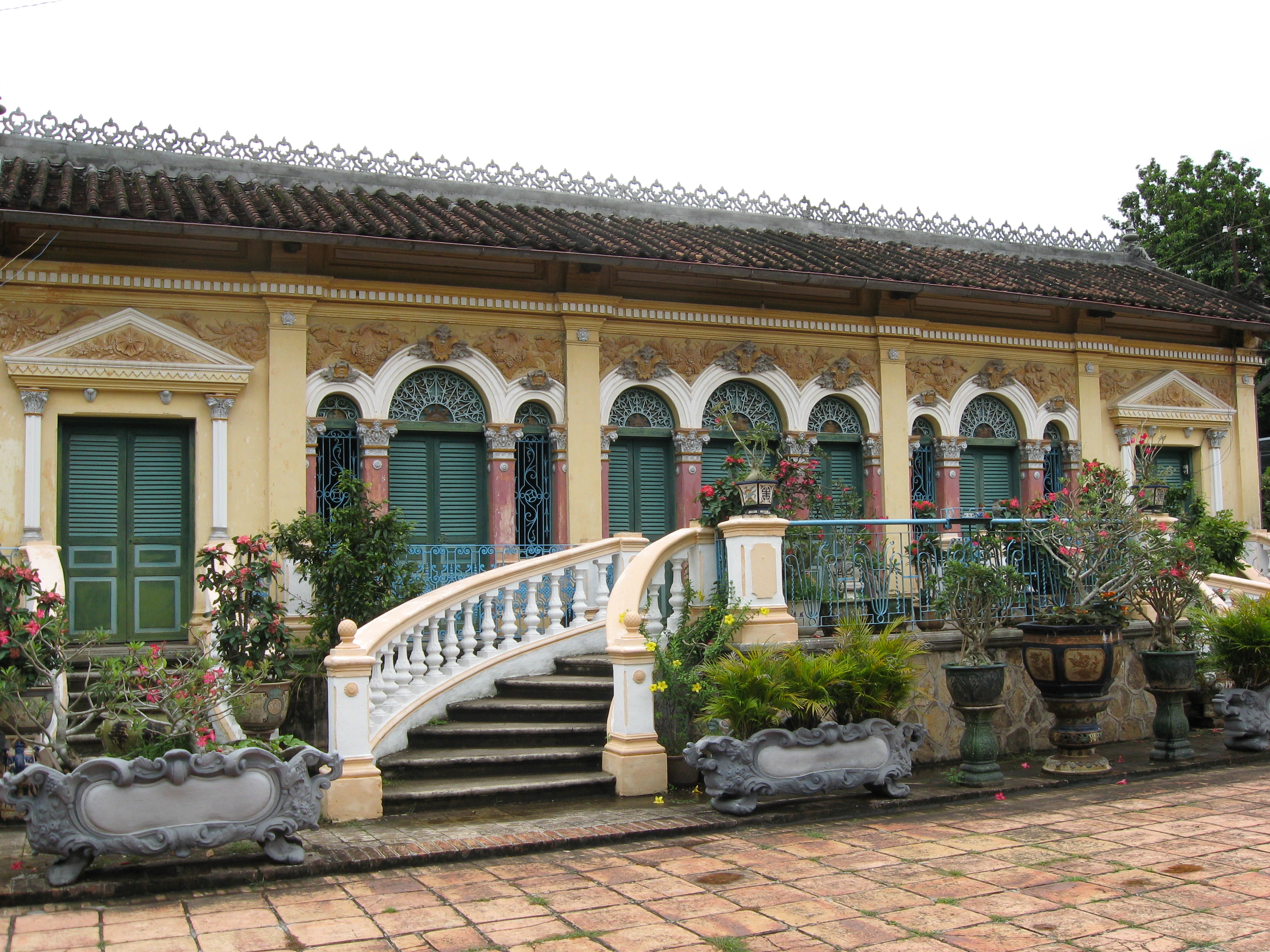
Nhà cổ Bình Thủy
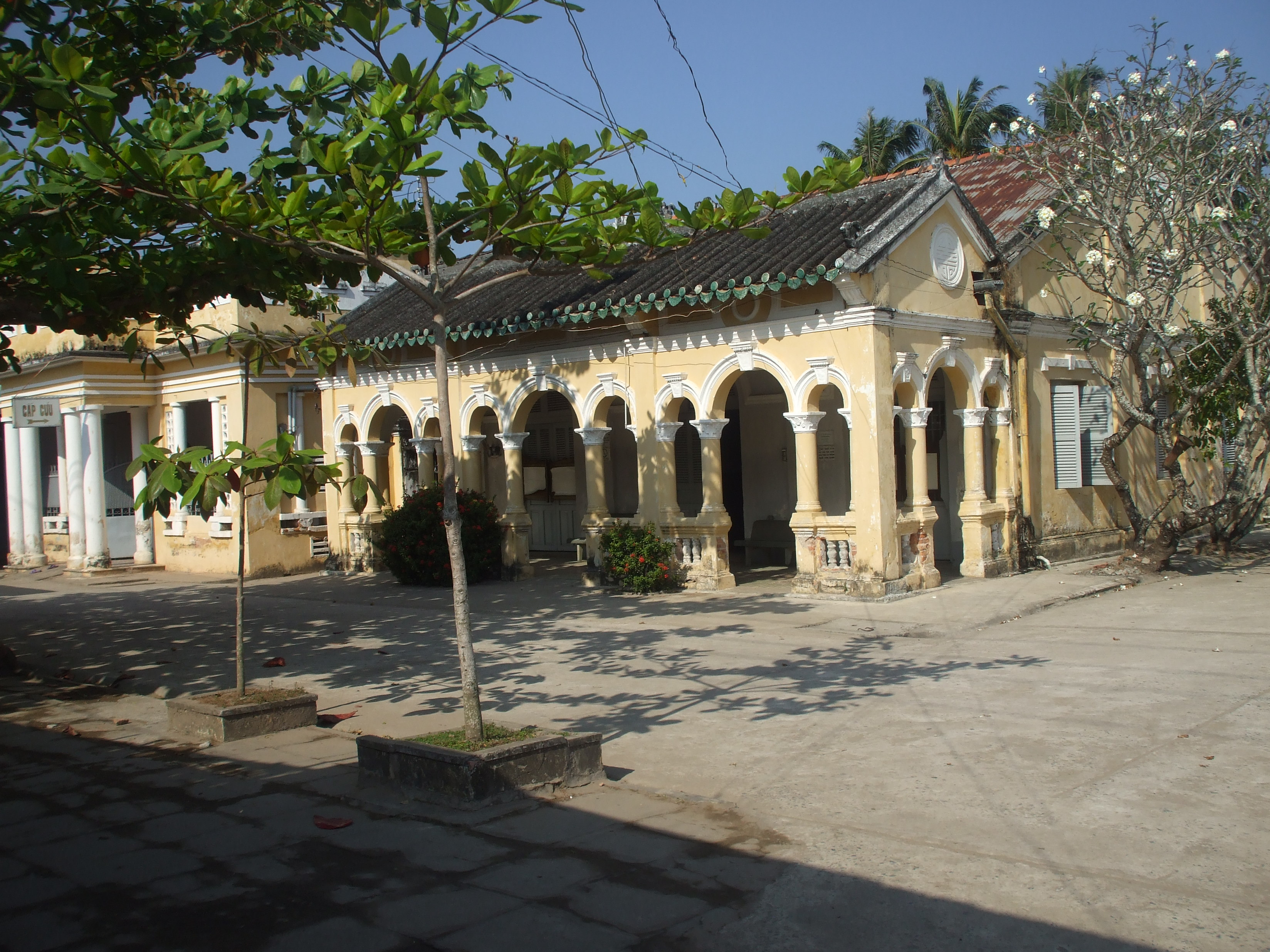
Bệnh viện lao và bệnh phổi thành phố Cần Thơ
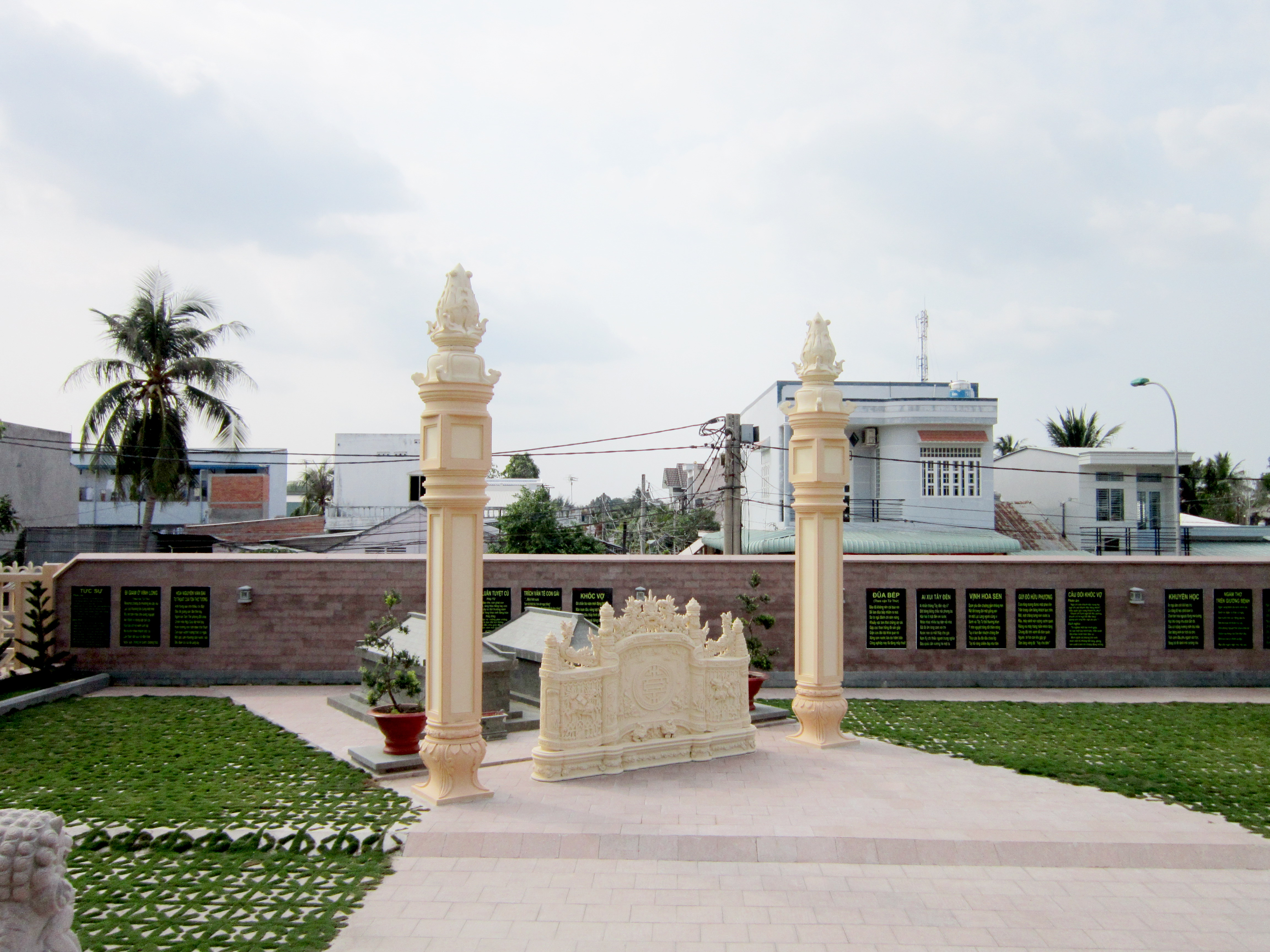
Mộ nhà thơ Bùi Hữu Nghĩa và vợ

## Lịch sử